# Gobernación de Moscú
La gobernación de Moscú  (en ruso: Московская губерния, ruso antes de la reforma: Московская губернія), o gobierno de Moscú, era una división administrativa del Zarato ruso, el Imperio ruso, y la Rusia soviética, la cual existió entre 1708 y 1929.

## Historia
La gobernación de Moscú, junto con otras siete gobernaciones, fue establecida el 29 de diciembre de 1708 por el ucase del zar Pedro el Grande. Tal como con el resto del gobernaciones, ni las fronteras ni las subdivisiones internas de la gobernación estaban definidas; en cambio, el territorio estuvo dividido como un conjunto de ciudades y las tierras adyacentes a estas.

## Subdivisiones
| #   | Ciudad     | #   | Ciudad               | #   | Ciudad           |
| --- | ---------- | --- | -------------------- | --- | ---------------- |
| 1.  | Moscú      | 14. | Lyubim               | 27. | Súzdal           |
| 2.  | Aleksin    | 15. | Medyn                | 28. | Tarusa           |
| 3.  | Bórovsk    | 16. | Mijáilov             | 29. | Tsariov Borísov  |
| 4.  | Dedilov    | 17. | Mozhaisk             | 30. | Tula             |
| 5.  | Dmítrov    | 18. | Obolensk             | 31. | Veniov           |
| 6.  | Gremyachey | 19. | Pecherniki           | 32. | Vereyá           |
| 7.  | Kaluga     | 20. | Pereslavl Ryazanskoy | 33. | Vladímir         |
| 8.  | Klin       | 21. | Pereslavl Zaleskoy   | 34. | Volokolamsk      |
| 9.  | Kolomna    | 22. | Pronsk               | 35. | Yaroslavets Maly |
| 10. | Koshira    | 23. | Rostov               | 36. | Yepifán          |
| 11. | Kostromá   | 24. | Ruza                 | 37. | Yúryev Polskoy   |
| 12. | Krapivna   | 25. | Sérpujov             | 38. | Zaraisk          |
| 13. | Luj        | 26. | Shuya                | 39. | Zvenígorod       |

La gobernación experimentó numerosos cambios en los años siguientes, y fue finalmente abolido el 14 de enero de 1929 cuando se creó el actual óblast de Moscú.

## Demografía

### Lengua
- Población por lengua de madre según el censo imperial de 1897.

| Lengua     | Número    | Porcentaje (%) | Machos    | Mujeres   |
| ---------- | --------- | -------------- | --------- | --------- |
| Ruso       | 2,371,102 | 97.5           | 1,181,296 | 1,189,806 |
| Alemán     | 19,116    | 0.7            | 9,225     | 9,891     |
| Polaco     | 10,960    | 0.4            | 7,676     | 3,284     |
| Judío      | 5,756     | 0.2            | 3,795     | 1,961     |
| Ucraniano  | 5,506     | 0.2            | 4,838     | 668       |
| Tártaro    | 5,469     | 0.2            | 4,492     | 977       |
| Francés    | 2,621     | 0.1            | 1,035     | 1,586     |
| Armenio    | 1,633     | 0.0            | 1,201     | 432       |
| Bielorruso | 1,292     | 0.0            | 948       | 344       |
| Inglés     | 1,135     | 0.0            | 559       | 576       |
| Letón      | 1,018     | 0.0            | 731       | 287       |
| Lituano    | 690       | 0.0            | 600       | 90        |
| Checo      | 636       | 0.0            | 397       | 239       |
| Romaní     | 511       | 0.0            | 249       | 262       |
| Estonio    | 396       | 0.0            | 243       | 153       |
| Italiano   | 374       | 0.0            | 220       | 154       |
| Griego     | 292       | 0.0            | 241       | 51        |
| Sueco      | 228       | 0.0            | 117       | 111       |
| Chuvasio   | 152       | 0.0            | 147       | 5         |
| Komi       | 148       | 0.0            | 144       | 4         |
| Búlgaro    | 110       | 0.0            | 100       | 10        |
| Otro       | 1,436     | 0.0            | 1,013     | 423       |
| Total      | 2,430,581 | 100.0          | 1,219,267 | 1,211,314 |

### Religión
- Según el censo imperial de 1897.[3]

| Religión                                        | Número    | Porcentaje (%) | Machos    | Mujeres   |
| ----------------------------------------------- | --------- | -------------- | --------- | --------- |
| Pravoslavs                                      | 2,272,145 | 93.5           | 1,139,289 | 1,132,856 |
| Viejos creyentes y otros partidos de Pravoslavs | 99,825    | 4.1            | 44,682    | 55,143    |
| Luteranos                                       | 21,437    | 0.8            | 10,701    | 10,736    |
| Católicos latinos                               | 17,670    | 0.7            | 11,497    | 6,173     |
| Judaísmo                                        | 8,704     | 0.3            | 5,400     | 3,304     |
| Islam                                           | 5,605     | 0.2            | 4,678     | 927       |
| Calvinos                                        | 2,218     | 0.0            | 1,088     | 1,130     |
| Gregorianos armenios                            | 1,640     | 0.0            | 1,188     | 452       |
| Anglicanos                                      | 838       | 0.0            | 441       | 397       |
| Caraites                                        | 347       | 0.0            | 210       | 137       |
| Católicos armenios                              | 25        | 0.0            | 18        | 7         |
| Budistas, Lamaistas                             | 11        | 0.0            | 11        | 0         |
| Menonitas                                       | 3         | 0.0            | 3         | 0         |
| Otro: denominaciones cristianas                 | 103       | 0.0            | 52        | 51        |
| Otro: no-cristianos                             | 10        | 0.0            | 9         | 1         |
| Total                                           | 2,430,581 | 100.0          | 1,219,267 | 1,211,314 |